# Avengers: Age of Ultron
Avengers: Age of Ultron is een Amerikaanse superheldenfilm uit 2015, geregisseerd door Joss Whedon en gebaseerd op het Marvel Comics superheldenteam The Avengers. De film werd geproduceerd door Marvel Studios en uitgegeven door Walt Disney Pictures. Het is de tweede film die draait om dit superheldenteam, en het is de elfde film in het Marvel Cinematic Universe. De hoofdrollen worden vertolkt door Robert Downey jr., Chris Hemsworth, Mark Ruffalo, Chris Evans, Scarlett Johansson en Jeremy Renner.

## Verhaal
Nu S.H.I.E.L.D. vernietigd is, zijn de Avengers (Tony Stark/Iron Man, Thor, Steve Rogers/Captain America, Bruce Banner/Hulk, Natasha Romanoff/Black Widow, en Clint Barton/Hawkeye) weer bijeen gekomen. Bij aanvang van de film valt het team een HYDRA-basis in Sokovia aan. Hierbij wordt HYDRA-leider Baron Strucker gevangengenomen, en worden twee supermensen op wie Strucker experimenten uitvoerde, Pietro en Wanda Maximoff, bevrijd. Hierbij raakt Barton gewond aan zijn zij. Tevens maakt Iron Man de scepter die Loki in de vorige film gebruikte en Struckers data over kunstmatige intelligentie buit.
Tijdens een feestje in Avengers Tower, gebruiken Stark en Banner de data van Strucker en Loki’s Scepter om een geheim project van Stark, Ultron, te activeren, met het plan dat Ultron een high tech-verdedigingssysteem kan vormen en het werk van de Avengers wat kan verlichten. Ultron draait echter door en valt de Avengers aan. Hierbij wordt Jarvis klaarblijkelijk vernietigd. Nadien steelt Ultron de scepter en trekt zich terug in Struckers lab om een nieuw lichaam voor zichzelf te bouwen. Strucker vermoordt hij hierbij. Hij rekruteert tevens Pietro en Wanda, die wrok koesteren tegen Stark omdat hun ouders door Starks wapens zijn gedood. Het feit dat Stark een geheim project had, zorgt ondertussen voor spanning binnen het Avengersteam.
De Avengers confronteren Ultron, Pietro en Wanda in Zuid-Afrika, waar Ultron vibranium hoopt te bemachtigen. Ultrons lichaam wordt hierbij vernietigd. Wanda neemt de Hulk in haar macht, en Stark is gedwongen hem te stoppen met een nieuw harnas. Hoewel hij wint, zorgt het incident ervoor dat de Avengers wereldwijd gewantrouwd worden. Het team trekt zich terug in Bartons boerderij, waar ze ook zijn vrouw Laura en kinderen ontmoeten. Nick Fury zoekt het team hier op en moedigt hen aan om Ultron te stoppen. Banner deduceert dat Ultron bezig is een perfect lichaam voor zichzelf te maken, via een synthetisch lichaam gemaakt door Banners vriend Dr. Helen Cho. Rogers, Black Widow en Barton begeven zich naar Seoul, waar Ultron dr. Cho reeds in zijn macht heeft en het lichaam heeft gestolen. Wanneer Wanda Ultrons gedachten leest en ontdekt dat Ultron de hele mensheid wil uitroeien, keren zij en Pietro zich tegen hem. Barton weet het synthetische lichaam te stelen en terug naar Stark te brengen, maar Black Widow wordt gevangengenomen.
Stark onthult dat Jarvis nog bestaat, en uploadt hem naar het synthetische lichaam om zo een nieuwe bondgenoot voor de Avengers te maken: Vision. Thor vertelt het team ondertussen dat hij ontdekt heeft dat de scepter van Loki een van de zes Infinity Stones bevat; de machtigste objecten in het universum. Nu bijgestaan door Vision, Pietro en Wanda reist het Avengersteam naar Sokovia, waar Ultron van plan is met een machine een groot deel van een stad in de lucht te tillen en vervolgens op aarde neer te laten storten om zo globale uitroeiing teweeg te brengen. Banner redt Black Widow. Daarna bevecht het team Ultron en zijn leger van robots. Maria Hill, James Rhodes en verscheidene oud-S.H.I.E.L.D.-agenten komen het team bijstaan. Pietro komt om het leven wanneer hij voor een schietend vliegtuig stapt om Barton te redden. Wanda vernietigt dan het lichaam van Ultron. Stark en Thor vernietigen de machine, waarna Vision Ultron definitief uitschakelt.
Na het gevecht vertrekt De Hulk met een quinjet, die later neergestort wordt teruggevonden. Thor, die tijdens de film herhaaldelijk visioenen krijgt van een apocalyptische toekomst, keert terug naar Asgard. Stark en Barton stappen eveneens uit het team, terwijl Wanda, Rhodes, Vision en Sam Wilson zich melden als nieuwe rekruten. In een bonusscène tijdens de aftiteling is te zien hoe Thanos op zoek gaat naar de Infinity Stones.

## Rolverdeling
| Acteur                          | Personage                      |
| ------------------------------- | ------------------------------ |
| Robert Downey jr.               | Tony Stark / Iron Man          |
| Chris Evans                     | Steve Rogers / Captain America |
| Chris Hemsworth                 | Thor                           |
| Mark Ruffalo                    | Bruce Banner / Hulk            |
| Scarlett Johansson              | Natasha Romanoff / Black Widow |
| Jeremy Renner                   | Clint Barton / Hawkeye         |
| James Spader                    | Ultron                         |
| Aaron Taylor-Johnson            | Pietro Maximoff / Quicksilver  |
| Elizabeth Olsen                 | Wanda Maximoff / Scarlet Witch |
| Paul Bettany                    | Vision / J.A.R.V.I.S. (stem)   |
| Samuel L. Jackson               | Nick Fury                      |
| Don Cheadle                     | James Rhodey / War Machine     |
| Cobie Smulders                  | Maria Hill                     |
| Anthony Mackie                  | Sam Wilson / Falcon            |
| Hayley Atwell                   | Peggy Carter                   |
| Idris Elba                      | Heimdall                       |
| Linda Cardellini                | Laura Barton                   |
| Stellan Skarsgård               | Erik Selvig                    |
| Claudia Kim                     | Helen Cho                      |
| Thomas Kretschmann              | Baron Wolfgang von Strucker    |
| Andy Serkis                     | Ulysses Klaue                  |
| Julie Delpy                     | Madame B.                      |
| Henry Goodman                   | Dr. List                       |
| Ben Sakamoto                    | Cooper Barton                  |
| Imogen Poynton Isabella Poynton | Lila Barton                    |
| Aaron Himelstein                | Cameron Klein                  |
| Kerry Condon                    | F.R.I.D.A.Y. (stem)            |
| Jaiden Stafford                 | Nathaniel Barton               |
| Stan Lee                        | Zichzelf                       |
| Josh Brolin                     | Thanos (post-credit scene)     |

## Productie
Age of Ultron werd aangekondigd in mei 2012, nadat The Avengers uitgebracht werd. De film moest de afsluiter worden van de zogenaamde Tweede Fase van het Marvel Cinematic Universe, welke begon met Iron Man 3.  Whedon werd opnieuw als regisseur aangenomen in augustus van hetzelfde jaar. In april 2013 was de eerste versie van het script klaar. De casting begon in juni 2013 en duurde tot augustus. Whedon wilde zelf Quicksilver en Scarlet Witch in de film hebben om een grotere variatie aan personages te creëren, alsmede een kans om wat meer conflicten voor het team te doen ontstaan. Omdat de filmrechten op de X-Men echter in handen waren van 20th Century Fox konden de twee alleen worden gebruikt op voorwaarde dat ze nergens in de film omschreven worden als “mutanten”.
Op de San Diego Comic-Con International van 2013 kondigde Whedon aan dat de film de subtitel  Age of Ultron  zou krijgen, en dat Thanos, waarvan tot dusver aangenomen werd dat hij de primaire antagonist van de film zou worden, niet mee zou spelen in de film. De opnames van de film zouden begin 2014 van start gaan in Shepperton Studios in Engeland. Uiteindelijk werd Johannesburg, Zuid-Afrika, de eerste filmlocatie. De opnames hier begonnen op 11 februari 2014, met een reeks actiescènes die later als achtergrondmateriaal gebruikt zouden worden. Halverwege maart begonnen de opnames in Shepperton Studios. Op 22 maart werd de productie verplaatst naar Fort Bard en de Valle d'Aosta in Italië, welke dienstdeed als stand-in voor het fictieve land Sokovia. Op 30 maart werden opnames gemaakt in Zuid-Korea op de Mapo Bridge, en tot 14 april in en rond Seoul. Halverwege juni werden opnames gemaakt op de Universiteit van East Anglia en in Dover Castle. Verder dienden Chittagong, Bangladesh en New York als filmlocaties. Op 6 augustus kondigde Whedon op social media aan dat de opnames waren afgerond.
Voor de film ontwikkelde Industrial Light & Magic een nieuw motion capture-systeem genaamd Muse. ILM greep hun werk voor Age of Ultron aan om het bedrijf uit te breiden met een vestiging in Londen.

## Muziek
In maart 2014 tekende Brian Tyler een contract om de filmmuziek voor Age of Ultron te componeren. Daarmee volgde hij Alan Silvestri op als componist, en werd Age of Ultron zijn derde samenwerking met Marvel na Iron Man 3 en Thor: the Dark World. Tyler wilde dat zijn muziek een eerbetoon zou worden aan John Williams' muziek voor Star Wars, Superman, en Raiders of the Lost Ark.
Danny Elfman droeg eveneens bij aan de filmmuziek.
De volledige soundtrack omvat de volgende nummers:

| Nr. | Titel                                                  | Duur |
| --- | ------------------------------------------------------ | ---- |
| 1.  | Avengers: Age of Ultron Title                          |      |
| 2.  | Heroes (komt niet in de film voor)                     |      |
| 3.  | Rise Together                                          |      |
| 4.  | Breaking and Entering                                  |      |
| 5.  | It Begins                                              |      |
| 6.  | Birth of Ultron                                        |      |
| 7.  | Ultron-Twins                                           |      |
| 8.  | Hulkbuster                                             |      |
| 9.  | Can You Stop This Thing?                               |      |
| 10. | Sacrifice                                              |      |
| 11. | Farmhouse                                              |      |
| 12. | The Vault                                              |      |
| 13. | The Mission                                            |      |
| 14. | Seoul Searching                                        |      |
| 15. | Inevitability-One Good Eye (komt niet in de film voor) |      |
| 16. | Ultron Wakes                                           |      |
| 17. | Vision                                                 |      |
| 18. | The Battle                                             |      |
| 19. | Wish You Were Here                                     |      |
| 20. | The Farm                                               |      |
| 21. | Darkest of Intentions                                  |      |
| 22. | Fighting Back                                          |      |
| 23. | Avengers Unite                                         |      |
| 24. | Keys to the Past                                       |      |
| 25. | Uprising                                               |      |
| 26. | Outlook                                                |      |
| 27. | The Last One                                           |      |
| 28. | Nothing Lasts Forever                                  |      |
| 29. | New Avengers-Avengers: Age of Ultron                   | 3:09 |

## Uitgave en ontvangst
De wereldpremière van Avengers: Age of Ultron vond plaats op 13 april 2015 in het Dolby Theatre in Hollywood. De Europese première was op 21 april 2015 in het Vue West End in Londen. Op 22 april 2015 werd de film uitgebracht in Nederland en België. De Noord-Amerikaanse première was op 1 mei 2015.